# Versions of You
Versions of You is de debuut-ep van de Amerikaanse indierockband Rocket. De ep verscheen als prerelease op 27 oktober 2023. In 2025 werd de definitieve versie van de ep uitgegeven, met het nieuwe nummer "Take Your Aim" dat pas na de prerelease werd opgenomen.

## Productie
Rocket heeft een paar jaar gewerkt aan de nummers die op Versions of You belandden. Er werd veel materiaal geschreven dat in de loop werd teruggebracht tot, in eerste instantie, zeven nummers. Pas na het verschijnen van de prerelease werd de uiteindelijke versie van "Take Your Aim" opgenomen waar de band tevreden mee kon zijn, waarna de ep werd heruitgegeven met acht nummers. De titel Versions of You verwijst naar de verschillende "versies" van de bandleden en hun naasten die beschreven worden in de liedteksten.

## Ontvangst
Hoewel de band er geen commercieel succes mee behaalde, genereerde Versions of You wel aandacht voor Rocket. De band tourde als openingsact mee met Frank Black, Hello Mary, Ride en Silversun Pickups. Stereogum riep de band uit tot een van de 40 beste nieuwe artiesten van 2024. Ook trad de band op tijdens SXSW 2024.

## Tracklist
| Nr. | Titel         | Duur |
| --- | ------------- | ---- |
| 1.  | On Your Heels | 2:24 |
| 2.  | Sugarcoated   | 3:46 |
| 3.  | Pipe Dream    | 4:28 |
| 4.  | Portrait Show | 4:16 |
| 5.  | Trial Run     | 2:42 |
| 6.  | Normal to Me  | 3:56 |
| 7.  | Future Memory | 3:28 |
| 8.  | Take Your Aim | 3:21 |

- MusicBrainz release group: e403754d-17c0-4da4-ac91-15ccec8b4649